# Nuuk
Nuuk (daneză: Godthåb, în traducere: Speranță bună) este capitala Groenlandei, teritoriu autonom al Regatului Danemarcei. Orașul, cu o populație de 19.872 de persoane în 2024, a fost fondat de norvegianul Hans Egede, un misionar. În oraș locuiesc mulți danezi, dar majoritatea este constituită din inuiți care vorbesc limba groenlandeză. În ceea ce privește transportul aerian, orașul este servit de Aeroportul Nuuk. Referitor la transportul maritim, orașul este servit de portul din Nuuk, cel mai mare din Groenlanda. Cuvântul nuuk în groenlandeză înseamnă cap (geografic).

## Climă
| Lună                        | ian     | feb     | mar     | apr    | mai    | iun   | iul    | aug   | sept  | oct    | noe    | dec    | an      |
| --------------------------- | ------- | ------- | ------- | ------ | ------ | ----- | ------ | ----- | ----- | ------ | ------ | ------ | ------- |
| Media temperaturilor maxime | -4,4°C  | -4,5°C  | -4,8°C  | -0,8°C | 3,5°C  | 7,7°C | 10,6°C | 9,9°C | 6,3°C | 1,7°C  | -1,0°C | -3,3°C | 1,74°C  |
| Media temperaturilor minime | -10,1°C | -10,6°C | -10,6°C | -6,1°C | -1,5°C | 1,3°C | 3,8°C  | 3,8°C | 1,6°C | -2,5°C | -5,8°C | -8,7°C | -3,89°C |
| Ploi                        | 39mm    | 47mm    | 50mm    | 46mm   | 55mm   | 62mm  | 82mm   | 89mm  | 88mm  | 70mm   | 74mm   | 54mm   | 756mm   |